# Diplocentria acoreensis
Diplocentria acoreensis är en spindelart som beskrevs av Jörg Wunderlich 1992. Diplocentria acoreensis ingår i släktet Diplocentria och familjen täckvävarspindlar. Inga underarter finns listade i Catalogue of Life.